# Jovanovac (Aerodrom)
Pour les articles homonymes, voir Jovanovac.
Jovanovac (en serbe cyrillique : Јовановац) est une localité de Serbie située dans la municipalité d’Aerodrom (Kragujevac), district de Šumadija. Au recensement de 2011, elle comptait 1 237 habitants.
Jovanovac est officiellement classé parmi les villages de Serbie.

## Démographie

### Évolution historique de la population
| 1948  | 1953  | 1961  | 1971 | 1981  | 1991  | 2002  | 2011  |
| ----- | ----- | ----- | ---- | ----- | ----- | ----- | ----- |
| 1 059 | 1 037 | 1 027 | 951  | 1 174 | 1 241 | 1 165 | 1 237 |

|  |